# 幌向
幌向（ほろむい）は、北海道岩見沢市の南西にある地域である。

## 歴史
かつて幌向原野と呼ばれていた地域はこの岩見沢市幌向の他、現在の岩見沢市北村砂浜、空知郡南幌町（旧称・幌向村）の全域、および江別市のうち千歳川より東に位置する江別太地区・豊幌地区（旧称幌向太）などにまたがる広い範囲であった。
1882年（明治15年）11月13日に官営幌内鉄道・幌向太駅（現JR北海道・幌向駅）が開業。1895年（明治28年）に幌向村のうち幌向駅周辺が岩見沢村（当時）へ、1901年（明治34年）には江別太と幌向太が札幌郡江別村へそれぞれ編入される。なお1900年（明治33年）に岩見沢村から北村が分立する際に編入されていた旧幌向村の一部が岩見沢村・北村両村に分割されているが、北村では字名となってない。
その後、幌向太は1925年（大正14年）豊幌へと改称され、さらに幌向村が1962年（昭和37年）の町制施行の際に南幌町へ改称したため、幌向の地名は現在は岩見沢市内にのみ残っている。ただし幌向川に接する江別市内の排水機場にはその名が残っている。

## 地名の由来
幌向川が石狩川へ合流する辺りは、アイヌ語で「ポロモイプトゥ（poromoy-putu）」（ポロモイ川・の合流点）と呼ばれたアイヌのコタン（村）があった場所で、旧称「幌向太」はこれに当て字をしたもので、後年下略されて今の形となった。
「ポロモイ」の原義については、「大きい・川が曲がっていて水がゆったり流れている所」を表すの「ポロモイ（poro-moy）」に由来するとされる。

## 地理
- 岩見沢市の南西部に位置し、北村地区、栗沢地区、江別市豊幌地区と隣接している。また幌向は平坦な低地で石狩川、幌向川に囲まれている。
- 市街地の中央を国道12号とJR函館本線が貫く、また市街地南東は北海道道340号栗丘幌向停車場線に接する。
- 市街地は幌向駅を中心に形成されており、主に住宅地で幌向駅周辺には小売施設等が発達している。
- 岩見沢市の端にあり札幌市との距離が短いため、幌向駅周辺では新興住宅地が造成されベッドタウンとなっている。

しかし宅地開発が停滞すると反動で地価が大きく下落し、2006年国土交通省発表の地価下落率ランキングでは、幌向南地区が全国ワースト1を記録した。
- 河川改修前はたびたび水害が起こり、1981年（昭和56年）にも被害が起きた。

### 町丁名一覧
- 幌向町
- 幌向北1～2条
- 幌向南1～5条

## 気候
- 豪雪地帯であり、平野部に孤立した地域であるため四季を通じて風が強く、特に冬季は吹雪になる事もある。

## 施設、企業など
- JR北海道函館本線幌向駅＝岩見沢市幌向南1条
- 道央自動車道栗沢バスストップ＝岩見沢市栗沢町北斗
- 岩見沢市立幌向小学校＝岩見沢市幌向南2条1丁目180
- 岩見沢市立豊中学校＝岩見沢市幌向南2条1丁目59
- Aコープ幌向店＝岩見沢市幌向南1条2丁目
- セブン-イレブン岩見沢幌向店＝岩見沢市幌向南1条1丁目36
- セイコーマート幌向店＝岩見沢市幌向南1条4丁目355-3
- ラッキーマート幌向店＝岩見沢市幌向南3条3丁目